# Podhum (Podgorica)
Pour les articles homonymes, voir Podhum.
Podhum (en serbe cyrillique : Подхум) est un village de l'est du Monténégro, dans la municipalité de Podgorica.

## Démographie

### Évolution historique de la population
| 1948 | 1953 | 1961 | 1971 | 1981 | 1991 | 2003 |
| ---- | ---- | ---- | ---- | ---- | ---- | ---- |
| 100  | 121  | 162  | 216  | 268  | 224  | 240  |